# Cristina Grela
María Cristina Grela Melluso (Montevideo, el 2 de julio de 1944) es una médica uruguaya, militante feminista por los derechos sexuales y reproductivos de las mujeres. En 2019 fue reconocida como Ciudadana Ilustre de Montevideo por sus contribuciones a generar una sociedad más justa e igualitaria.

## Trayectoria
Doctora en Medicina, es egresada de la Universidad de la República, especializada en estudios de Psiquiatría y Ginecobstetricia. Grela participó del Proyecto Condición de la Mujer, desarrollado desde 1984 y liderado por Elvira Lutz, en la Asociación Uruguaya de Planificación Familiar e Investigación sobre Reproducción Humana (AUPFIRH). Luego brindó talleres sobre reproducción y sexualidad en el Plenario de Mujeres del Uruguay (PLEMUU).
Es una de las fundadoras de la Cooperativa Mujer Ahora, junto a Fanny Samuniski, y de la Oficina Local de Católicas por el Derecho a Decidir (CDD) en 1987, que pasa a ser la sede de la coordinación regional (Red Latinoamérica de CDD) en 1989. Grela coordinó la oficina regional hasta el 31 de diciembre de 1997.
En 2005 fue designada directora del Programa Nacional de Salud de la Mujer y Género del Ministerio de Salud Pública (MSP). En este rol llevó adelante las primeras reglamentaciones, decretos y guías sobre salud sexual y reproductiva, anticoncepción y aborto, así como revisiones oficiales de la mortalidad de mujeres por embarazo, parto, puerperio y aborto en Uruguay. También formó parte del área Transversal de Género y desde allí contribuyó a la integración de la dimensión de género en todas las áreas y pilares programáticos del MSP.
Dentro de las tareas más importantes a su cargo se ocupó de la revisión, reglamentación y puesta en marcha de la Ley de Interrupción Voluntaria del Embarazo; la creación y presentación del Sistema Nacional de Cuidados en todo el país; la diferenciación de la salud del niño y la niña, y su mortalidad; la inclusión de género en la salud mental y en la salud de las personas mayores.
En el presente está jubilada y forma parte de la comisión de la Colonia de Vacaciones del Sindicato Médico del Uruguay hasta 2021.